# محسن أبو العزم
محسن أبو العزم (مواليد 1958 ) هو فنان تشكيلي مصري، يعُد من أهم الرسامين الذين جسدوا ملامح الحارة الشعبية المصرية. وهو عضو في نقابة الفنانيين التشكيليين، وعمل بالعديد من الوظائف منها التدريس بالجامعة وكرسام صحفي، ونظم عشرات المعارض الخاصة، وشارك بالمعارض المحلية والدولية.

## حياته
ولد في عام 1959 بمحافظة الفيوم، وتخرج من كلية الفنون الجميلة قسم التصوير جامعة حلوان عام 1981. ثم عمل بالتدريس في الخارج من 1982 حتى 1996، وعمل كرسام صحفي في مجلة الثقافة العربية بالجماهيرية الليبية و معيد في كلية المعلمين في تبوك بالمملكة العربية السعودية وعمل بمجلة صباح الخير، روز اليوسف وأخبار اليوم.
نظم عشرات المعارض الخاصة وشارك بالمعارض المحلية والدولية منها بالمركز الثقافي الهندي وليبيا، ومنحته الجماهيرية الليبية جائزة النهر العظيم.